# Galeuse
 (septembre 2011).
Si vous disposez d'ouvrages ou d'articles de référence ou si vous connaissez des sites web de qualité traitant du thème abordé ici, merci de compléter l'article en donnant les références utiles à sa vérifiabilité et en les liant à la section « Notes et références ».

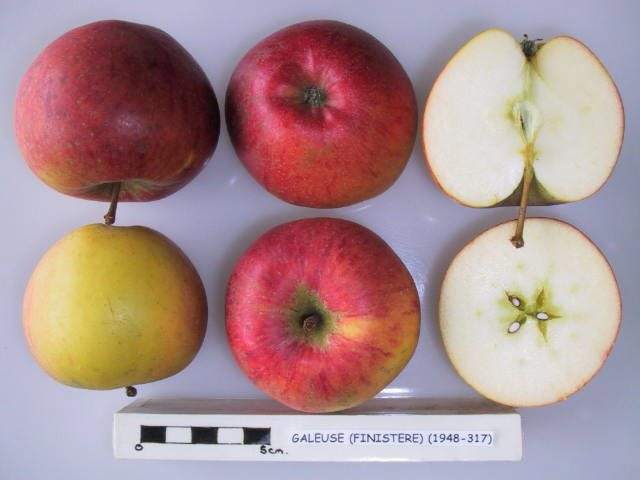
Galeuse.

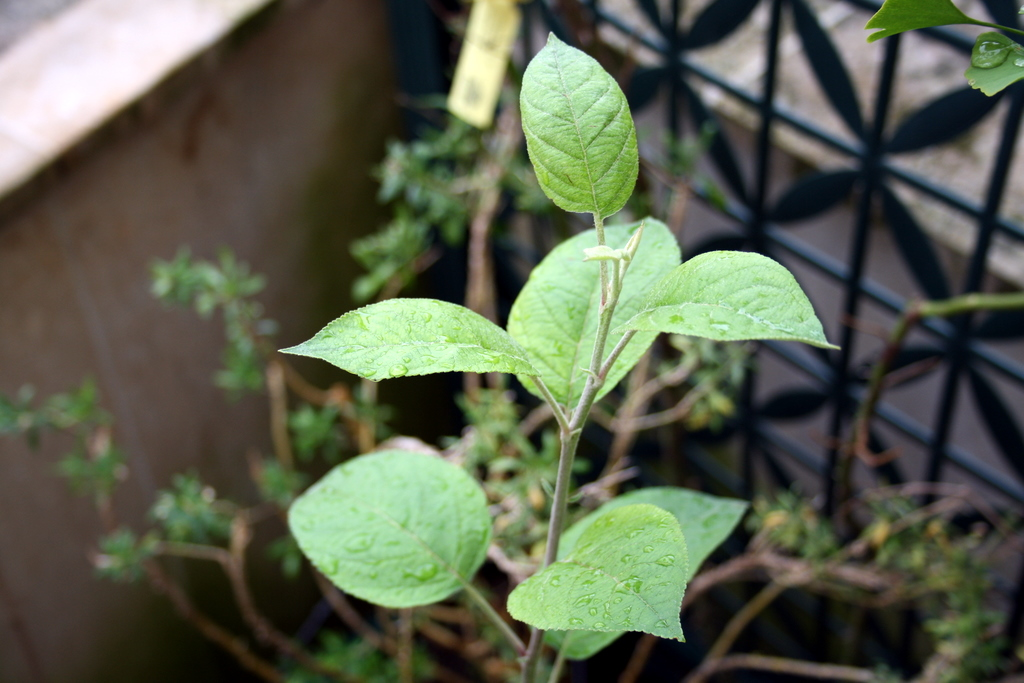
Feuillage de pommier 'Galeuse'

Galeuse (ou Pigeonnet d'Armor) est une variété de pomme originaire du Nord Finistère.
Le pommier Galeuse produit des pommes à couteau croquantes, de bonne conservation, et d'une belle couleur jaune striée de rouge.
Ce pommier doit son nom au fait que, au stade adulte, il présente sur ses branches des broussins ressemblant à des galles, hérissées de petites pointes qui sont des germes de racines, ce qui lui permet d'être très facilement bouturé. Il suffit de planter à la bonne saison une branche bien lignifiée d'un an ou deux portant une galle pour obtenir une bouture.
Cette variété peut également servir de porte-greffe à d'autres variétés car sa mise à fruit est rapide. En porte-greffe, sa vigueur est estimée entre le MM106 et le Franc.

## Maladies
L'arbre est sensible à l'oïdium et au puceron lanigère (particulièrement sur ses galles) mais résiste relativement bien à la tavelure du pommier et au carpocapse.

## Culture
De vigueur moyenne, l'arbre adulte atteint une hauteur d'environ 4 mètres et présente un port retombant.
Le Galeuse peut se greffer elle-même sur les porte-greffes, tels, par exemple, le MM27, EM9, MM106 ou le Franc. On obtient alors des fruits plus gros et plus savoureux.